# Lee Hyo-Jung
Lee Hyo-Jung (en coreano: 이효정; Busan, 13 de enero de 1981) es una deportista surcoreana que compitió en bádminton, en las modalidades de dobles y dobles mixto.
Participó en tres Juegos Olímpicos de Verano entre los años 2000 y 2008, obteniendo oro y plata en Pekín 2008. Ganó dos medallas de bronce en el Campeonato Mundial de Bádminton en los años 2005 y 2009.

## Palmarés internacional
| Juegos Olímpicos   | Juegos Olímpicos         | Juegos Olímpicos  | Juegos Olímpicos |
| Año                | Lugar                    | Medalla           | Prueba           |
| ------------------ | ------------------------ | ----------------- | ---------------- |
| 2008               | Pekín (China)            | Medalla de oro    | Dobles mixto     |
| 2008               | Pekín (China)            | Medalla de plata  | Dobles           |
| Campeonato Mundial |                          |                   |                  |
| Año                | Lugar                    | Medalla           | Prueba           |
| 2005               | Anaheim (Estados Unidos) | Medalla de bronce | Dobles           |
| 2009               | Hyderabad (India)        | Medalla de bronce | Dobles mixto     |